# Mas Llandric
El Mas Llandric fou una masia del terme de Monistrol de Calders, al Moianès.
El seu emplaçament era a l'esquerra del Calders, aturonat en una carena contrafort del Serrat del Gordi, entre els actuals paratges dels Campassos, al nord, i la Llandriga, al sud. Precisament la Llandriga era l'espai que ocupaven les seves terres. Ja consta al segle xviii com a mas rònec, i fou absorbit per la veïna masia del Bosc.